# Tanorexie

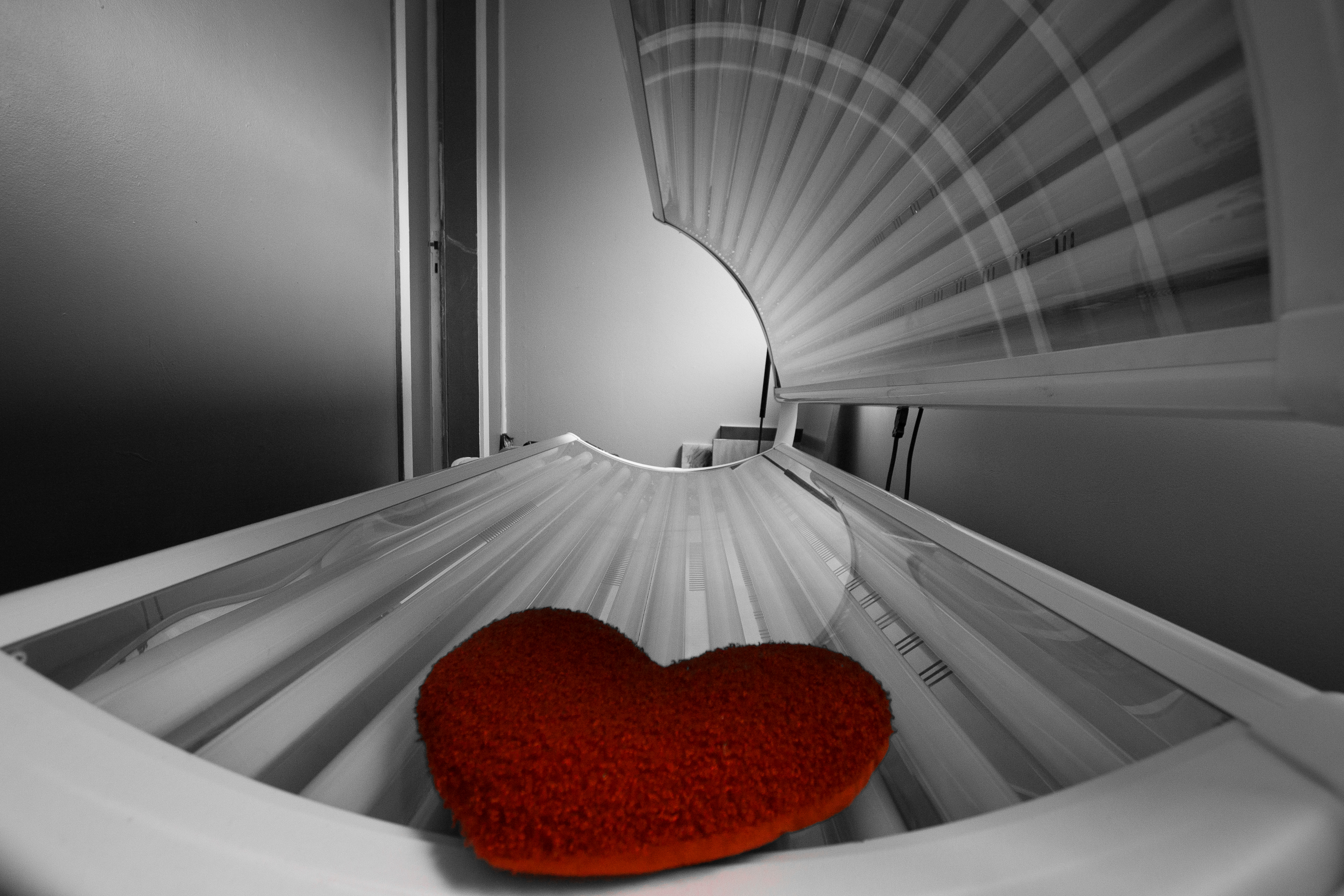
Lit de bronzage.

La tanorexie, tanoholisme ou encore bronzomanie, est une dépendance pathologique au bronzage.
Les personnes atteintes par cette affection ne supportent pas d'avoir le teint clair et cherchent à être bronzées toute l'année. Elles n'ont pas recours à des crèmes auto-bronzantes et ne bronzent qu'au moyen de rayons ultraviolets, d'origine naturelle (Soleil) ou artificielle (solariums),.
La recherche d'esthétisme et de désirabilité sociale est le premier facteur qui explique que le souci de la santé passe au second plan,,.